# Conquereuil
Conquereuil település Franciaországban, Loire-Atlantique megyében. Lakosainak száma 1072 fő (2022. január 1.). Conquereuil Derval, Guémené-Penfao, Marsac-sur-Don és Pierric községekkel határos.

## Népesség
A település népességének változása:
| Lakosok száma | 1048 | 929  | 893  | 1011 | 1074 | 1099 | 1116 | 1095 | 1084 | 1072 |
|               | 1968 | 1982 | 1990 | 2006 | 2013 | 2015 | 2017 | 2019 | 2020 | 2022 |